# 威廉斯塔德

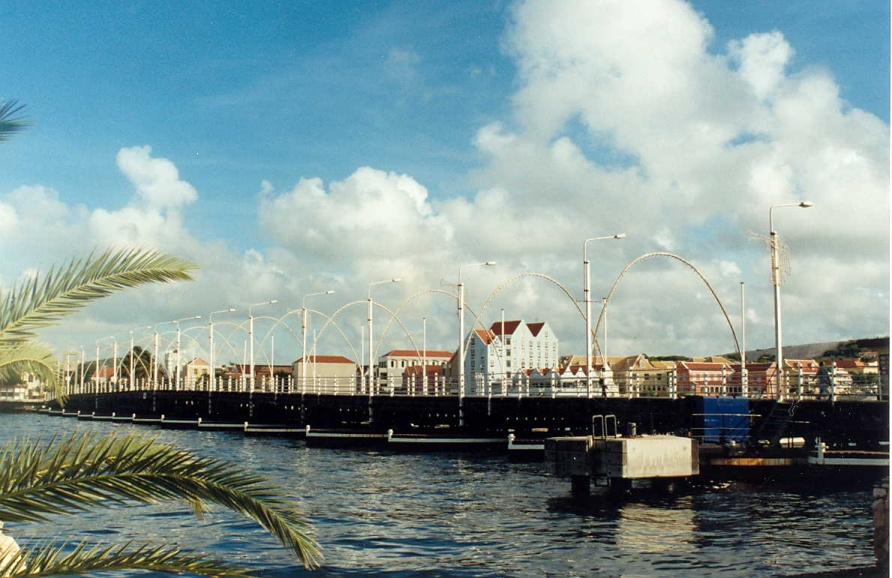
愛瑪王后橋

，或音譯威廉斯塔德，是荷蘭王國在加勒比海的自治國庫拉索 的首府和主要都市，人口約為125000。在2010年荷屬安地列斯解體之前，威廉斯塔德也是該自治國的首府。
城鎮中心由蓬達和欧特洛邦达（在當地語言中意为「對面」）構成，兩地由爱玛王后桥、朱丽安娜女王大桥連接，都因作为港埠的入口而繁榮兴盛至今。在1634年荷蘭從西班牙手中奪得庫拉索島的時候，先設立了龐達。而歐特洛邦達則是遲在1707年才建設起來。
威廉斯塔德內城及港口古蹟區的建築，就像是粉蠟筆一般色彩豐富，保留了17至18世紀荷蘭殖民時期的風格，於是在1997年被登錄為世界遺產。登錄的內容為威廉市的港口與內城。

## 文化遺產
歷史上的威廉斯塔德擁有聖安娜灣、蓬達、欧特洛邦达、斯哈尔洛和皮特麦，以及765座受到保護的文物古蹟，如地主莊園宮殿班爾維德拉、維那楚艾拉旅館、「活躍的錫宅」和「瓦奇·迪·索拉」等。

## 簡史
- 1499年 冒險家阿洛索·德·奧赫達和阿梅里戈·弗斯普奇先在庫拉索登陸，並且為西班牙王室搶佔領有該島主權的先機。
- 1634年 至1638年荷蘭西印度公司荷蘭貿易辦事處建造了「阿姆斯特丹古代防禦工程」。
- 1732年 建造了米克維－以色列－埃馬奴艾爾猶太教會堂。
- 1797年 建造拿索堡壘。
- 1800年～1803年和1807年～1815年 在英國的掌握之下。
- 約1865年 建造了當地的地主莊園宮殿班爾維德拉。
- 1866年 摧毀17世紀時的一部份城牆。
- 1888年 建造艾瑪王后橋。
- 1969年 暴動期間幾乎摧毀了布里安廣場（奥特罗班达）的建築物。
- 1970年 在建造於1728年的兩座市區中心建築物中設置猶太人歷史文化博物館。

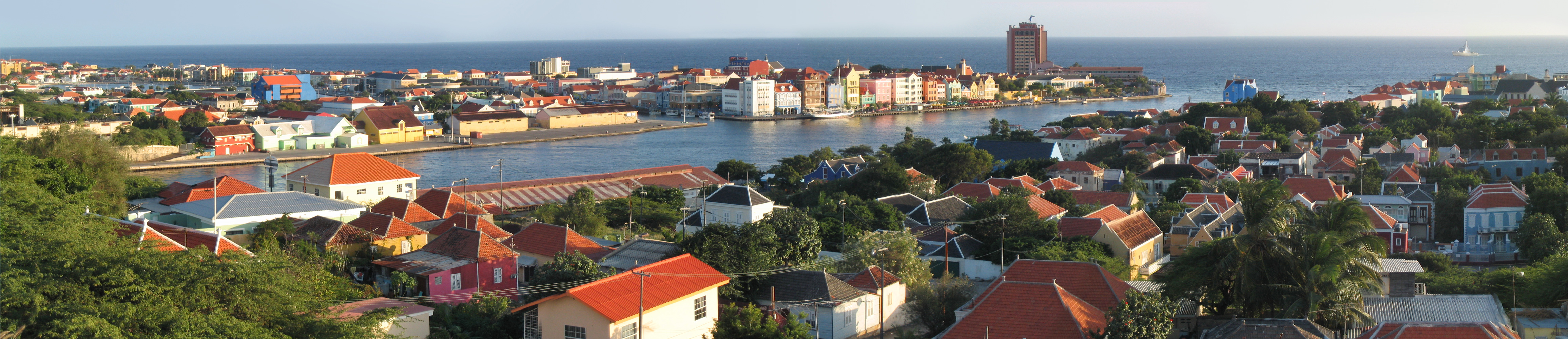
威廉斯塔德一景

- 1997年 維那楚艾拉旅館改為博物館。

## 交通
公路：总长7公里。

## 教育
阿瓦隆醫學大學、加勒比醫藥大學及聖马丁努斯醫學院，三所大學皆位於威廉斯塔德市內的醫學院。

## 出身名人
- 安德魯·瓊斯為前美國職棒大聯盟球星，現今效力於日本職棒，東北樂天金鷹隊。
- 朱利克森·普羅法為美國職棒大聯盟教士隊球員。
- 肯利·簡森為美國職棒大聯盟球星，現效力於洛杉磯道奇隊，專司終結者。

## 外部連結
- 庫拉索島圖片集 （页面存档备份，存于）